# 西野尻村
西野尻村（にしのじりむら）は、かつて富山県西礪波郡にあった村。
村名は中世の野尻郷と野尻村の西に位置することにちなむ。

## 沿革
- 1889年（明治22年）4月1日 - 町村制の施行により、礪波郡安居村、岩木村、岩安新村、興法寺村、上川崎村の区域の一部、下川崎村の区域の一部、戸久新村、晩田相木村の区域の一部、松木村の区域の一部、西勝寺村の区域の一部、桐木村の区域の一部、布袋村の区域の一部、山ツ屋村の区域の一部、森村の区域の一部、前田村の区域の一部及び梅ケ島村の区域の一部をもって、礪波郡西野尻村が発足する。
- 1896年（明治29年）3月29日 - 郡制の施行のため、礪波郡が分割して、西礪波郡が発足により、西礪波郡に所属となる。
- 1957年（昭和32年）8月1日 - 西野尻村を分割する、次のとおり。
  - 大字興法寺、大字下川崎及び大字戸久の区域 → 西礪波郡砺中町に編入する。
  - 大字岩木、大字岩安、大字西勝寺及び大字和泉の区域 → 西礪波郡福光町に編入する。
  - 大字安居、大字上川崎、大字晩田、大字桐木、大字布袋、大字三ツ屋、大字森、大字前田、大字梅ケ島及び大字松木の区域 → 東礪波郡福野町に編入する。